# Vietnam ai Giochi della XVIII Olimpiade
Il Vietnam partecipò ai Giochi della XVIII Olimpiade, svoltisi a Tokyo dal 10 al 24 ottobre 1964, con una delegazione di 16 atleti impegnati in cinque discipline per un totale di 14 competizioni.
Fu la quarta partecipazione di questo paese ai Giochi. Non furono conquistate medaglie.